# П'єлешть (Долж)
П'єлешть, П'єлешті (рум. Pielești) — село у повіті Долж в Румунії. Входить до складу комуни П'єлешть.
Село розташоване на відстані 169 км на захід від Бухареста, 12 км на схід від Крайови.

## Населення
За даними перепису населення 2002 року у селі проживали 2776 осіб, з них 2772 особи (99,9%) румунів. Рідною мовою 2772 особи (99,9%) назвали румунську.